# 1977 en Bretagne
 Chronologie de la Bretagne
- 1973
- 1974
- 1975
- 1976
- 1977
- 1978
- 1979
- 1980
- 1981

Cette page recense des événements qui se sont produits durant l'année 1977 en Bretagne.

## Société

### Faits sociétaux
- 1er septembre : Fermeture de l'institution publique d’éducation surveillée de Belle-Île-en-Mer (l'ex colonie pénitentiaire) et  transformation en colonie de vacances.

### Naissance
- à Brest : Cédric Andrieux , danseur français[1].

## Culture

### Langue bretonne
- Ouverture des premières écoles en langue bretonne par l'association Diwan (« germe »)[2].

### Littérature
- Le Cheval couché, livre de l'écrivain et poète breton Xavier Grall paraît chez Hachette ; il est une réponse à un autre ouvrage : Le Cheval d'orgueil de Pierre-Jakez Helias, paru en 1975.